# Good Clinical Laboratory Practice
Good Clinical Laboratory Practice (GCLP) ist ein internationales Qualitätssicherungssystem im Rahmen des GxP für Laboratorien, die die Analyse von Proben aus Klinischen Studien durchführen.
Der Hauptzweck von GCLP ist es, Leitlinien für das Qualitätssicherungssystem zu liefern, die international von Organisationen und Einzelpersonen angewendet werden können, die Analysen von Proben aus klinischen Studien durchführen. Wie die Einrichtungen, Systeme und Verfahren, die Qualität und Integrität der Arbeit und die Ergebnisse generiert.
Da GCP keine Anforderungen an Prüflabore definiert und GLP für vorklinische Versuche entwickelt wurde und daher nicht auf die spezielle Behandlung von humanen Laborproben aus Klinischen Studien eingeht, wurde 2003 von der British Association of Research Quality Assurance (BARQA) eine Richtlinie vorgeschlagen, die diese Lücke schließen sollte. 2006 wurde dieses Dokument von der WHO übernommen. Später brachte die Britische Gesundheitsbehörde MHRA eigene Versionen einer GCLP-Richtlinie heraus. Seit Februar 2012 gibt es auch ein Reflection paper for laboratories that perform the analysis or evaluation of clinical trial samples der Europäischen Arzneimittel-Agentur (EMA).

## Definition
Good Clinical Practice (GCP) ist ein internationaler ethischer und wissenschaftlicher Qualitätsstandard für die Entwicklung, Durchführung, Aufzeichnung und Berichterstattung von Studien, die die Teilnahme von Menschen betreffen. Gute klinische Praxis (Good Clinical Practice, GCP) wurde in die Regelungen vieler Länder umgesetzt, um die öffentliche Sicherheit zu gewährleisten, dass die Rechte, die Sicherheit und das Wohlergehen der Versuchspersonen geschützt sind.
Good Laboratory Practice (GLP) umfasst den organisatorischen Prozess und die Bedingungen, unter denen Laborstudien geplant, durchgeführt, überwacht, erfasst und gemeldet werden.
Es ist ein Konzept, um die Zuverlässigkeit und Integrität der Daten zu gewährleisten, indem sie die unter GLP (Good Laboratory Practice, Gute Laborpraxis) festgelegten Standards anwendet und gleichzeitig sicherstellt, dass die Ziele und Ziele der GCP-Vorschriften erfüllt sind.
Durch die Implementierung von GCLP wird eine einheitliche Leitlinie zur Verfügung gestellt, die global auf die klinische Probenanalyse angewendet werden kann. Dies erleichtert die Patientensicherheit und das Vertrauen in die generierten Daten. Damit wird die gegenseitige Akzeptanz von klinischen Daten durch die Regulierungsbehörden weltweit gefördert.
Good Clinical Laboratory Practice (GCLP) ist eine GxP-Richtlinie für Laborproben aus Klinischen Studien. Da GCP keine Anforderungen an Prüflabors definiert und GLP für vorklinische Versuche entwickelt wurde und daher nicht auf die spezielle Behandlung von humanen Laborproben aus Klinischen Studien eingeht, wurde 2003 von der British Association of Research Quality Assurance (BARQA) eine Richtlinie vorgeschlagen, die diese Lücke schließen sollte. Später brachten die WHO und die Britische Gesundheitsbehörde MHRA eigene Versionen einer GCLP Richtlinie heraus. Seit Februar 2012 gibt es auch ein Reflection paper for laboratories that perform the analysis or evaluation of clinical trial samples der Europäischen Arzneimittel-Agentur (EMA).

## Ziele
In jedem Gegenstand, der öffentlich zugänglich ist, kann jeder Anspruch auf das Vorhandensein bestimmter vorteilhafter Eigenschaften oder auf das Fehlen von schädlichen Einflüssen entweder vertrauenswürdig sein oder durch einen Mechanismus überprüft werden. Die zuständigen Behörden müssen sicherstellen, dass die Sicherheit der Produkte nachgewiesen ist und dass diese Sicherheitsansprüche überprüft werden können. Eine solche Verifikation wird entweder durch Wiederholen des Experiments selbst oder durch die vollständige, schrittweise Rekonstruktion aller durchgeführten Tätigkeiten und Umstände erhalten, die zu dem Ergebnis geführt haben, das zu verifizieren war. Also wurde GCLP eingeführt, um die Datenqualität und Integrität zu gewährleisten.

## GCLP-Richtlinien

### Organisation und Personal

#### Aufgaben des Labormanagements
Das Labormanagement soll sicherstellen, dass die Grundsätze der GCLP im Labor eingehalten werden, wodurch die allgemeine Einhaltung der GCP gewährleistet wird. Die Personen, die die Rolle des Labormanagements durchführt, sollte benannt werden.
Das Labormanagement sollte:
1. sicherstellen, dass qualifiziertes Personal, angemessene Einrichtungen, Ausstattung und Materialien vorhanden sind;
2. eine Aufzeichnung der Qualifikationen, Schulungen, Erfahrungen und Berufsbeschreibungen für jedes Individuum, das in der Versuchseinrichtung arbeitet, besteht;
3. sicherstellen, dass das Personal eindeutig die Aufgaben seiner Tätigkeit versteht und wenn nötig eine Schulung für ebendiese Aufgaben durchgeführt wird;
4. sicherstellen, dass Gesundheits- und Sicherheitsmaßnahmen in der Versuchseinrichtung laut den nationalen und/oder internationalen Normen und Regeln angewendet werden;
5. sicherstellen, dass angemessene Standardarbeitsanweisungen eingeführt und befolgt werden und eine Akte über all diese Standardarbeitsanweisungen besteht;
6. sicherstellen, dass ein Qualitätsauditprogramm mit vorgesehenem Personal besteht;
7. sicherstellen, dass – und wenn angemessen – ein Programm zur Qualitätskontrolle in der Versuchseinrichtung durchgeführt wird;
8. sicherstellen, dass ein Analyseplan existiert, der die durchzuführenden Analysen der Einrichtung definiert. Diese Anweisung kann als ein Teil des Versuchsprotokolls eingebunden werden;
9. sicherstellen, dass jegliche Änderung des Analyseplans akzeptiert und dokumentiert wurde;
10. Kopien aller Versuchsprotokolle und analytischen Pläne anfertigen;
11. sicherstellen, dass eine ausreichende Anzahl Personals zur zeitgerechten und fähigen Führung der Arbeit zur Verfügung steht;
12. für jeden Versuch ein Individuum mit angemessenen Qualifizierungen, Schulungen und Erfahrung von dem Analyseprojektmanager bestimmen, bevor die Arbeit in der Versucheinsrichtung beginnt;
13. sicherstellen, dass ein Individuum oder ein Verband für die Verantwortung des Managements der Archive, die für die Aufbewahrung der Versuchs- und Einrichtungsaufzeichnungen benutzt werden, kenntlich gemacht wird;
14. für jegliche Arbeit, die von der Versuchseinrichtung untergeordnet wurde, ist das Management der Versuchseinrichtung für die Leitung dieser verantwortlich gegenüber der Sponsoren.

#### Aufgaben des Projektmanagers
Der Projektmanager hat die Verantwortung über jegliche Durchführung der Analysen, die von der Versuchseinrichtung ausgeführt werden und für ihren Bericht. Diese Verantwortung sollte die folgenden Funktionen umfassen, nicht jedoch nur auf diese begrenzt sein:
1. dem datierten, unterschriebenen Analyseplan zustimmen;
2. sicherstellen, dass die im Analyseplan beschriebenen Prozeduren befolgt werden, und dass die Autorisierung für jede Änderung erhalten und zusammen mit den Gründen dieser dokumentiert wurde;
3. sicherstellen, dass alle Analyseergebnisse vollständig dokumentiert und aufgezeichnet werden;
4. unterschreiben und Datieren aller Analyseberichte; wenn benötigt, die Zustimmung der Verantwortung der Gültigkeit der Ergebnisse einholen und Übereinstimmung mit den Richtlinien der Guten Klinischen Laborpraxis bestätigen;
5. wenn die Analyseergebnisse veröffentlicht werden, sollte der Analyseprojektmanager sicherstellen, dass diese Ergebnisse nur datiert und unterschrieben von einer vertretungsberechtigten Signatur veröffentlicht werden;
6. sicherstellen, dass nach der Vervollständigung der Analysen, des Analyseplans, des Analyseberichts und/oder der Analyseergebnisse, die Originaldaten und unterstützende Dokumentationen archiviert und beibehalten werden;

#### Verantwortungen der Versuchsbelegschaft
1. Die gesamte Belegschaft, die mit Versuchsmaterialien arbeitet, sollte sich der Richtlinien, die sich auf ihre Arbeit bezieht, bewusst sein.
2. Die gesamte Belegschaft ist für das sofortige, genaue und in Einhaltung dieser Richtlinien Aufzeichnen der Originaldaten und sind verantwortlich für die Qualität ihrer Daten.
3. Die gesamte Belegschaft ist verantwortlich dafür, die in dem Versuchsprotokoll, in den Analyseplänen und Betriebsanweisungen angegebenen Anweisungen einzuhalten.

### Einrichtungen
Dieser Teil besteht aus:
- Laboratorien: Das Labor sollte von geeigneter Größe, Bau und Ort, um die Anforderungen der Studie zu erfüllen und alle Störungen zu minimieren, die die Gültigkeit der Studie oder ihre Ergebnisse beeinträchtigen könnten. Es sollte auch über geeignete Einrichtungen mit ausreichender Größe für die Art der ausgeführten Arbeiten verfügen und ein ausreichendes Maß an Trennung und Sicherheit bieten, um die Integrität der Proben jederzeit zu gewährleisten.

- Archiveinrichtungen:

1. Wo es angemessen ist, sollte Platz für die sichere Archivierung und Wiederauffindung von Daten, Berichten, Proben und Mustern bereitgestellt werden.
2. Wenn geeignete Einrichtungen keine Möglichkeit haben einen Lagerraum für die Versuchsaufzeichnungen bereitzustellen, können alternative Arrangements getroffenen werden. Das könnte die Nutzung von dritten Vertragspartnern miteinbeziehen.

### Ausrüstung, Materialien und Reagenzien
Dieser Teil besteht aus:
3.1 Ausrüstung
1. Geräte, die für die Analyse von Versuchsproben und für den Betrieb des Labors verwendet werden, sollten in geeigneter Weise in geeigneter Weise und mit angemessener Auslegung und ausreichender Kapazität eingerichtet werden.
2. Es sollte entsprechend gereinigt, gewartet und kalibriert werden. Wartungsaufzeichnungen und unvorhergesehene Wartungen oder Kalibrierungen sollten beibehalten werden.
3. Ein Wartungsplan, der alle relevanten Arbeitsgeräte und einen Terminplan für geplante Services und Kalibrierungen sollte beibehalten werden.
4. Sämtliche Arbeitsgeräte, die außer Betrieb sind, sollten als solche gekennzeichnet werden.
5. Nutzer von Arbeitsgeräten sollten für die Handhabung des entsprechenden Arbeitsgerätes qualifiziert und ausgebildet werden.
6. Das verwendete Arbeitsgerät sollte in jedem Fall nachweislich dem Zweck dienen

3.2 Materialien
1. Die verwendeten Materialien sollten für den Zweck geeignet und entsprechend gelagert werden.

3.3 Reagenzien
1. Die Reagenzien sollten in geeigneter Weise markiert sein und die Identität, Konzentration, spezifische Lagerungshinweise und Haltbarkeit angeben. Die Haltbarkeitsinformationen können das Herstelldatum und das früheste Verfalldatum umfassen.

### Standard Operating Procedures (SOPS)
4.1 Allgemein
1. Ein Labor sollte die von der Laborleitung genehmigten Standard Operating Procedures (SOPs) dokumentieren, die die Qualität und Integrität der durchgeführten Arbeiten und die erzeugten Daten gewährleisten sollen.
2. SOPs sollten regelmäßig überprüft werden, um sicherzustellen, dass sie aktuell sind und aktuell bleiben.
3. Eine Liste der aktuellen SOPs, die die Versionsnummer enthält, sollte auf dem neuesten Stand bleiben.
4. Die Mitarbeiter des Labors sollten für die dort durchgeführten Tätigkeiten SOPs sofort verfügbar haben. Veröffentlichte Lehrbücher, Artikel und Handbücher können als Ergänzung zu diesen SOPs verwendet werden, sofern diese auch beibehalten werden.

4.2 Anwendung
1. Standard Operating Procedures (SOPs) sollten mindestens für die folgenden Tätigkeiten verfügbar sein. Die Detailangaben unter der Überschrift sind illustrative Beispiele.

a) Probenlieferungen
Lieferung, Vorbereitung, Kennzeichnung, Handhabung, Versand, Lagerung
b) Ausrüstung
Arbeitsablauf, Instandhaltung, Reinigung, Kalibrierung
c) Archivierung, Dokumentation, Lagerung und Abruf von Daten
Codieren von Versuchen, Datensammlung, Anfertigen von Berichten, Indexsysteme, Handhabung der Daten, Gebrauch von elektronischen Datensystemen und die Archivierung
d) Versuchsmaterialien
Lagerung, Abfrage und Prüfkette von Versuchsmaterial
e) Vorbereitung von Probenpackungen
f) Maßnahmen für den Erhalt, die Übertragung, die Stichprobenentnahme, die Lagerung, die Identifikation und Pflege der Versuchsmaterialien und Proben
g) Maßnahmen für die Analyse von Versuchsmaterial
h) Maßnahmen zur Qualitätskontrolle
Die Maßnahmen zur Qualitätskontrolle werden von der Versuchseinrichtung durchgeführt, um die Genauigkeit und die Qualität der Ergebnisse zu gewährleisten
i) Maßnahmen zum Qualitätsaudit
Die Tätigkeit des Personals für den Qualitätsaudit liegt darin, Versuchsaudits, Inspektionen und analytische Berichte durchzuführen und schriftlich zu dokumentieren.

### Planung der Arbeit
Dieser Teil besteht aus:
- Analytischer Plan:

1- Für jede Studie, an der das Labor beteiligt ist, sollte vor der Einleitung des Projektes ein schriftlicher Analyseplan erstellt werden.
2- Der Analyseplan sollte die vom Laboratorium durchzuführenden Arbeiten beschreiben und den Mitarbeitern, die an dieser Arbeit beteiligt sind, zur Verfügung stehen.
3- Dieser Plan sollte eine genaue Reflexion der Anforderungen, die in dem klinischen Protokoll und nur die Arbeit, die durch die informierte Zustimmung durch die Versuchspersonen.
4- Dieser Plan sollte durch die datierte Unterschrift des analytischen Projektleiters und Sponsors vereinbart werden.
5- Der analytische Plan kann ein kontrolliertes Dokument sein oder Teil der vertraglichen Vereinbarung mit dem Sponsor sein oder im klinischen Protokoll enthalten sein.
6- Der analytische Plan sollte als Teil der Laboraufzeichnungen für die Studie aufbewahrt werden.
7- Sämtliche Änderungen oder Überarbeitungen des vereinbarten Analyseplans sollten einschließlich der Begründung (en) dokumentiert und durch die datierte Unterschrift des analytischen Projektleiters und Sponsors vereinbart werden. Kopien aller Änderungen sollten mit dem ursprünglichen Analyseplan beibehalten werden.
- Inhalt des analytischen Plans: Der Analyseplan sollte hinreichend detailliert sein, um den Arbeitnehmern, die die Arbeiten über das Erforderliche ausführen, eine eindeutige Anweisung zu geben. Ein Beispiel dazu ist die Identifikation der Arbeit.

### Sub-Contracting
Zur Aufrechterhaltung der GCLP für die gesamte Arbeit, vor der Platzierung einer Subunternehmer Arbeit, sollte die Gewährleistung erhalten werden, um zu bestätigen, dass der Subunternehmer arbeitet in Übereinstimmung mit GCP, GCLP und alle Versuchsanforderungen.
Die Vereinbarung über die Vergabe von Unteraufträgen sollte klar die Rolle und Zuständigkeiten, die Einzelheiten der durchzuführenden Analysen und die Speicherung von Probedaten festlegen.

### Versuchsmaterialien
Hier werden Richtlinien für den Empfang und den korrekten Umgang mit Versuchsmaterialien beschrieben.

#### Empfang
1- Verfahren für den Empfang, die Handhabung, die Lagerung, die Wiedergewinnung und das Management von Versuchsmaterialien sollten so gestaltet sein, dass Verwechslungen vermieden und ihre Vollständigkeit erhalten bleibt. Versuchsproben sollten zu jedem Zeitpunkt hinreichend identifiziert werden.
2- Versuchsmaterialien sollten beim Wareneingang überprüft werden, um ihre Identifizierung zu gewährleisten. Aufzeichnungen über Identität, Quelle, Ankunftsdatum und des Zustandes bei der Ankunft sollten angefertigt werden.

#### Prüfkette
1- Einrichtungen und Abläufe sollten so konzipiert und durchgeführt werden, dass die Identifizierung und Rückverfolgbarkeit von Versuchsmaterialien jederzeit gewährleistet ist.
2- Berichte sollten angefertigt werden, um die Rekonstruktion der Prüfkette der eingegangenen Versuchsmaterialien zu gewährleisten und um die nachträgliche Bewertung von Materiallagern zu ermöglichen.
3- Lagerstätten von Versuchsmaterialien sollten, dort wo kontrollierte Bedingungen notwendig sind um die Vollständigkeit des Versuchsmaterials zu gewährleisten, überwacht werden.
Notfallpläne, die die zu ergreifenden Maßnahmen definieren, falls die Überwachungsausrüstung versagt, sollten etabliert werden. Diese Pläne gewährleisten die Vollständigkeit des gelagerten Versuchsmaterials.

#### Logistik
1- Wenn eine Versuchseinrichtung Probenkits oder Materialien für die Probenentnahme vorbereitet, müssen die für die Herstellung, den Vertrieb, die Probenahme und die Rückgabe dieser Materialien an die Versuchseinrichtung verwendeten Systeme dokumentiert und die angewandten Systeme und Verfahren validiert werden.
2- Einzelheiten der benötigten Logistik, die für eine bestimmte Studie erforderlich sind, sollten in dem von dem Sponsor und dem analytischen Projektleiter genehmigten Analyseplan oder einem ähnlichen Dokument dokumentiert werden.
3- Die Art des benötigten Materials, die Art und das Design der Verpackung, das Timing und die Art und Weise der Verteilung von der Versuchseinrichtung zum Versuchsleiter und umgekehrt, die ausgeführten Kontrollen und Lagerbedingungen sollten detailliert in den oben aufgeführten Dokumenten aufgeführt werden.
4- Die Verfahren, die in die Logistik verwickelt sind, sollten den Qualitätskontrollverfahren unterstellt werden, um in der Praxis die Einhaltung mit den bestimmten Anforderungen zu gewährleisten.

### Durchführung der Arbeit
Hier werden die Anforderungen für die Arbeit mit Computersystemen, die Validierung und die Verarbeitung der Versuchsmaterialien beschrieben.

#### Allgemein
1. Alle Analysen oder Auswertungen von Proben sind nach dem klinischen Protokoll und dem analytischen Plan durchzuführen. Folglich sollte überprüft werden, ob der analytische Plan nicht im Widerspruch zu den Anforderungen des klinischen Prüfprotokolls steht oder diese übersteigt.
2. Sämtliche während der Durchführung der analytischen Phase generierten Daten sollten direkt, korrekt, akkurat und leserlich dokumentiert werden. Diese Einträge sollten datiert und unterschrieben oder paraphrasiert sein.
3. Jegliche Veränderungen der Daten sollten so vorgenommen werden, dass die vorangegangenen Einträge nicht verschleiert werden. Der Grund für die Veränderungen sollte festgehalten werden und durch das Datum und die Unterschrift der Person, die diese Veränderung vorgenommen hat, zurückverfolgbar sein.

#### Computergestützte Systeme
1. Computersysteme sollten die allgemeinen Anforderungen für die Ausstattung, wie sie in der Richtlinie beschrieben wurden, erfüllen. Aufgrund der Natur von computergestützten Systemen und ihrer Schlüsselrolle in Arbeitsprozessen, treffen weitere Anforderungen für ihre Verwendung zu. Die Computersysteme sollten in allen Fällen entsprechend validiert und gewartet werden und nachweisbar dem Zweck dienlich sein.
2. Computersysteme, die für den Empfang, die Erfassung, die Verarbeitung oder die Dokumentation der Rohdaten verwendet werden, sollten so erworben, entwickelt, getestet, herausgegeben, gebraucht und gewartet werden, dass sie den Richtlinien oder Gesetzen entsprechen. Wenn ein Computersystem verwendet wird, um Rohdaten zu erfassen, sollte eine Definition dessen, was die Rohdaten darstellt, dokumentiert werden. Dies ist üblicherweise innerhalb der SOP für dieses System dokumentiert.
3. Verfahren, die die Sicherheit und die Funktionalität der Computersysteme gewährleisten, sollten existieren. Diese sollten die Unterhaltung eines Datenprüfpfades, das Datum und die Uhrzeit und den Angestellten, der für die Datensammlung verantwortlich ist, Verfahren zur Systemänderungskontrolle, Wartung und Systemsicherungsverfahren, die die Integrität der Versuchsdaten gewährleisten, beinhalten.
4. Der Zugang zu den Computersystemen sollte auf autorisiertes Personal beschränkt sein.
5. Wenn die Daten elektronisch gesichert werden, sollten Methoden existieren, die gewährleisten, dass die Daten immer wieder abgerufen werden können.

#### Validierung der Methoden
1. Bei der Wahl von Plattformen und analytischen Methoden sollten die aktuellen regulatorischen Standards und die Erwartungen des Sponsors berücksichtigen.
2. Jede Analysemethode, die bei der Analyse von Versuchsproben verwendet wird, sollte entsprechend dokumenert, validiert, kontrolliert und mit anerkannten Abnahmekriterien genehmigt werden. Änderungen an einer Methode sollten kontrolliert und validiert werden, was zur Ausgabe einer weiteren Version der Methode führt.
3. Jede Analysemethode sollte angemessen validiert werden und die Gebrauchstauglichkeit demonstrieren.
4. Berichte, die die Gültigkeit und die Zukunftsfähigkeit solcher Methoden innerhalb der Versuchseinrichtung zeigen, sollten unterhalten werden.
5. Analysemethoden sollten, während der Durchführung einer Studie, nicht ohne die vorangehende Konsultation des Sponsors und dessen Genehmigung verändert werden. Solche Veränderungen sollten kontrolliert, dokumentiert und angemessen genehmigt werden und können in der Notwendigkeit einer weiteren Verfahrensvalidierung enden.

#### Verarbeitung von Versuchsmaterialien
1. Versuchsmaterialien sollten innerhalb eines Zeitrahmens und in Einklang mit den Patientensicherheitsbestimmungen und dem Versuchsprotokoll, dem analytischen Plan, den SOPs und jeglichen vertraglichen Anforderungen analysiert und dokumentiert werden.

#### Wiederholungsanalysen
1. Das Labor sollte über dokumentierte Verfahren verfügen, die Regeln für die Wiederholung von Analysen in Einklang mit den Standards der Pharmaindustrie beinhalten.
2. Spezifische Regeln, die die Durchführung von Wiederholungsanalyen abdecken, können im Versuchsprotokoll oder im analytischen Plan abgedeckt werden.

#### Sicherheit
1. Laborverfahren sollten die lokale Legalisierung und Standardverfahren in Bezug auf den sicheren Umgang mit gefährlichen Substanzen und Versuchsmaterialien in Betracht ziehen.

### Berichterstattung
Hier werden die Möglichkeiten der Berichterstattung und die Inhalte der verschiedenen Berichterstattungsmöglichkeiten beschrieben.

#### Allgemein
1. Es ist akzeptabel, analytische Ergebnisse auf unterschiedliche Weise zu dokumentieren. Beispiele für typische Berichtsmechanismen sind: Analytische Berichte: Ein formaler Bericht, der nach Abschluss der im analytischen Plan dargelegten Arbeiten erteilt werden kann. Analytische Ergebnisse: Ein Dokument, das nur die Ergebnisse, die in der Regel schnell nach Abschluss der Probenanalyse an einem bestimmten Tag für ein bestimmtes Thema ausgestellt wird.
2. Der analytische Plan sollte die Art der Berichterstattung nach der vorgegangen wurde und den Zeitplan zur Sicherung zur Sicherung von diesen Dokumenten beinhalten.
3. Die Entscheidung über die Art des Berichtes sollte zwischen dem Sponsor und dem analytischen Projektleiter und gegebenenfalls dem Ermittler vereinbart werden.
4. Alle Berichte sollten einer QC-Überprüfung unterzogen werden, um die Richtigkeit und Gültigkeit der erzeugten Informationen zu gewährleisten.
5. Kopien des analytischen Berichts oder der analytischen Ergebnisse sollten an den Sponsor und den Ermittler gehen.
6. Eine Kopie von allen ausgegebenen analytischen Berichten und analytischen Ergebnissen sollte von der Versuchseinrichtung einbehalten werden.

#### Analytischer Bericht
1. Der analytische Bericht sollte vom Analytischen Projektmanager datiert und unterschrieben werden, damit die Akzeptanz der Verantwortung für die Gültigkeit der berichteten Daten indiziert wird.

Inhalt des analytischen Berichts
1. Ein analytischer Bericht sollte mindestens das folgende beinhalten:

a) Identifizierung der analytischen Arbeit mittels eines beschreibenden Titels und einer Identifizierungsnummer
b) Die klinische Versuchsnummer
c) Name und Adresse des Sponsors
d) Name und Adresse des Ermittlers
e) Name und Adresse jeglicher Versuchseinrichtungen und jeglicher involvierter Prüfstätten, die die Identität jeglicher Ermittler beinhaltet.
f) Name und Adresse des analytischen Projektmanagers
g) Start- und Enddaten der Laborarbeit
h) Ein Qualitätsauditszertifikat
i) Eine Beschreibung der verwendeten Verfahren und Materialien inklusive der Datenverarbeitungstechniken und jeglicher verwendeten statistischen Methoden
j) Eine Präsentation der Ergebnisse
k) Alle Informationen und Daten, die für den analytischen Plan notwendig sind
l) Die Orte, an denen der analytische Plan, sämtliche Proben, die aufbewahrt werden müssen, die Daten und der endgültige analytische Bericht verwahrt werden.
- Verbesserungen oder Ergänzungen zu einem endgültigen, schon veröffentlichen analytischen Bericht, sollten in Form einer Ergänzung angefügt werden. Ergänzungen sollten deutlich die Gründe für die Verbesserungen oder Ergänzungen aufweisen und durch die datierte Unterschrift des Analytischen Projektmanagers genehmigt werden.

#### Analytische Ergebnisse
Analytische Ergebnisse sollten angemessen und akkurat erfasst werden. Solche Berichte sollten mindestens das folgende beinhalten:
a) Identifizierung der analytischen Arbeit mit einzigartiger Identifizierungsnummer
b) Die klinische Versuchsnummer
c) Identität des Sponsors
d) Identität der Versuchseinrichtung und des Ermittlers an den die Ergebnisse weitergeleitet werden
e) Name des analytischen Projektmanagers
f) Präsentation der Ergebnisse
1. Die analytischen Ergebnisse sollten mit der datierten Unterschrift eines autorisierten Unterzeichners ausgegeben werden
2. Analytische Ergebnisse können neu aufgelegt werden, wenn Korrekturen oder Ergänzungen erforderlich werden. Unter diesen Umständen muss das berichtigte Dokument deutlich machen, dass die Ergebnisse verändert werden und den Grund für jegliche solcher Veränderungen beinhalten.

### Qualitätskontrolle
Das Labor sollte geeignete QC-Verfahren durchführen, um die Qualität und Genauigkeit aller Aspekte der durchgeführten und gemeldeten Arbeit zu gewährleisten.
QC-Verfahren können auf folgende Aspekte der Arbeit Anwendung finden, sind jedoch nicht beschränkt:
1. Innerhalb analytischer Chargenakzeptanzkriterien.
2. Ergebnisse der externen Kompetenz.
3. Herstellung von analytischen Plänen und Übereinstimmung mit dem klinischen Protokoll.

Versuchseinrichtungen sollten Mitglied von externen Akkreditierungs- und Leistungsschemen werden, um die Kompetenz der durchgeführten Arbeit zu demonstrieren.

### Qualitätsaudit
1. Eine unabhängige Auditierung des Labors sollte durchgeführt werden, um die Patientensicherheit, die Vertraulichkeit der Patienten, die Datenintegrität und die Einhaltung der GCP zu gewährleisten. Dies beinhaltet die Bestätigung, dass das klinische Protokoll, der analytische Plan, die SOPs und diese Leitlinie eingehalten werden.
2. Einrichtungen, Systeme, Ausrüstung, Methoden, Qualitätskontrollverfahren, Personal, Berichte und Dokumentationen sollten in regelmäßigen Abständen nach einem bestimmten Programm auditiert werden.
3. Audits sollten von kompetentem, durch das Versuchseinrichtungsmanagement ernanntem Personal durchgeführt werden. Dieses Personal sollte unabhängig von der Arbeit sein, welche auditiert wird. Ebenso können unabhängige Audits durch externe Experten angewandt werden.
4. Alle Auditergebnisse sollten aufgezeichnet werden. Die Berichte der Prüfungen sollten alle während der Prüfung durchgeführten Beobachtungen enthalten.
5. Das analytische Projektmanagement und das Versuchseinrichtungsmanagement sollten auf diese Auditberichte fristgerecht antworten.
6. Jegliche angedeutete korrigierende Aktion sollte nachverfolgt werden, um die angemessene Umsetzung zu gewährleisten.
7. Nach einer zufriedenstellenden Durchführung des Audits, sollte ein Auditzertifikat angefertigt werden, welches die geprüften Tätigkeiten und die korrekte Durchführung der Handlungen mit der Richtlinie bestätigt.[17]

### Einbehalten und Archivierung von Berichten
Ein Labor wird zwei Arten von Datensätzen während der Durchführung eines Versuches zu generieren: Testaufzeichnungen und Laboraufzeichnungen. Beide Arten von Aufzeichnungen müssen beibehalten werden und sind für die Rekonstruktion der Arbeit erforderlich.
Folgendes sollte für die Dauer, die von angemessenen Autoritäten bestimmt wurde oder wie es in dem Versuchsprotokoll definiert wurde, aufbewahrt werden
a) Der analytische Plan, Daten, Proben, analytische Ergebnisse und der endgültige analytische Bericht
b) Aufzeichnungen über alle durchgeführten Audits durch die Qualitätsauditfunktion
c) Aufzeichnungen über die Qualifikationen, Training, Erfahrung und die Tätigkeitsbeschreibung des Personals
d) Aufzeichnungen und Berichte der Wartung und Kalibrierung der Ausrüstung
e) Archivaufzeichnungen von SOPs inklusive des Registers und jeglicher Bedienungsanleitungen, die Teil eines SOP sind.
f) Die Aufzeichnungen und Berichte von allen Qualitätskontrolltests die durchgeführt wurden, um die Genauigkeit der Arbeit zu bestätigen
1. Proben sollten, wie von GCP gefordert, einbehalten werden, aber nur so lange, wie die Qualität der Proben eine Bewertung erlaubt.
2. Versuchsmaterialien sollten so einbehalten werden, dass ihre Integrität und die Zugänglichkeit des einbehaltenen Materials gesichert ist.
3. Wenn eine Versuchseinrichtung nicht die angemessenen Möglichkeiten für die Lagerung solcher Materialien verfügt, sollte Gebrauch von kommerziellen Archivierungseinrichtungen gemacht werden.
4. Wenn eine Versuchseinrichtung den Betrieb einstellt und keinen legalen Erben hat, sollte das archivierte Material zu einem passenden durch den Sponsor der Studie genannten Archivs transferiert werden.

### Vertraulichkeit
Verfahren sollten sicherstellen, dass die firmeneigenen Informationen eines Sponsors nicht an Personen weitergegeben werden dürfen, die keine autorisierten Personen sind.
1. Verfahren für den Umgang mit Versuchsmaterialien, die Datensammlung und die Berichterstattung von Ergebnissen sollten so gestaltet werden, damit die Arrangements der Vertraulichkeit, des Codierens und des Blendes der Studie innerhalb der Anforderungen von GCP, der Erklärung von Helsinki und des Versuchsprotokolls gewährleistet werden.
2. Der Sponsor sollte über jeglichen Vorfall, der das Blenden der Studie entweder zufällig oder als Ergebnis einer Nachforschung gefährdet, informiert werden.
3. Verfahren sollten sichern, dass die Eigeninformationen des Sponsors nicht an jemand anderes als dem autorisierten Personal bekannt gegeben werden.

### Blenden
Die Versuchseinrichtung sollte über Verfahren verfügen, die die Unabhängigkeit der Studie gewährleisten.
Das Laboratorium sollte sich aller blendenden und entblindenden Umstände, die für eine Studie zutreffen, bewusst sein und darauf achten, dass nicht versehentlich eine Studie entblindet wird. 
Besondere Sorgfalt sollte in der Berichterstattung von Ergebnissen herrschen, um sicherzustellen, dass eine Entblindung nicht auftritt.

### Patientensicherheit
Die Sicherheit von Studienteilnehmern steht über jedem anderen Aspekt der Studie.